# Emmag
Emmag is een Hongaars historisch merk van motorfietsen uit Hongarije.
Emmag stond voor: Első Magyar Motorkerékpar és Alkatrészgyar (Eerste Hongaarse Motorfietsen- en Onderdelenfabriek).
De fabriek stond in Boedapest en werd geleid door Béla Lőrincz. Emmag werd opgericht in 1923. In 1927 staakte de fabriek de productie en ging men over op reparatie.
De fabriek bouwde kleine series met watergekoelde tweecilindertweetaktmotoren van 670 cc en luchtgekoelde eencilindertweetakten van 495 cc.